# Salomon II d'Iméréthie
Salomon II d’Iméréthie (en géorgien : სოლომონ II ; 1772- mort à Trébizonde le 7 février 1815) est le dernier roi d'Iméréthie de la dynastie des Bagration de 1784-1789 à 1810.
Neveu du roi Salomon Ier, il est désigné comme successeur par son oncle après la mort du prince héritier Alexandre en 1780. Baptisé sous le nom de David, il est le fils du prince Artchil, mort le 6 octobre 1775 et de la princesse Hélène (1753-1786), une fille du roi Héraclius II de Géorgie.

## Biographie
Orphelin de père à deux ans, le jeune prince David est élevé à la cour de son grand-père maternel le roi Héraclius II de Géorgie. Après la mort de son oncle, une guerre de succession éclate en Iméréthie ; elle oppose pendant cinq ans le jeune héritier désigné à :
- Kai Khosrov, prince Abaschidzé, gendre du roi Salomon Ier, qui se proclame roi en 1784 mais est rapidement écarté ;
- David II, fils de l’éphémère roi Georges IX, qui usurpe le trône de 1784 à 1789.

Le 10 juin 1789, grâce à l’appui d’Héraclius II de Géorgie et du prince Grigol Dadiani, le prince David, fils d’Artchil, parvient à occuper le trône après le combat décisif de Matkhoji et il se fait couronner roi sous le nom de Salomon II d’Iméréthie. David II, son homonyme et concurrent, n'est toutefois définitivement vaincu qu’en 1792.
Après la mort du roi Héraclius II de Géorgie, suivie par l’annexion en 1801/1802 du royaume voisin de Karthli-Kakhétie et la conquête du khanat de Gandja et du khanat d'Erevan, l’Empire a décidé de poursuivre lentement son expansion vers la Géorgie occidentale. Dès le 2 décembre 1803, Grigol Dadiani, prince de Mingrélie (mort en 1804), signe l’acte qui place son pays sous la protection de la Russie. Le 20 avril 1804, l’armée russe envahit l’Iméréthie, et le 25 du même mois, le roi Salomon II signe dans le village d’Eleanaou l’acte par lequel il devient vassal de l’empereur Alexandre Ier. Le 4 juillet, une charte impériale confirme le protectorat. La veille, le 3 juillet, le prince Vakthang II de Gourie a également accepté le protectorat russe.
Au cours des années suivantes, Salomon II est rapidement convaincu que la Russie envisage de le déposer et de transformer son royaume en province de l’empire. En 1809, Salomon II donne son appui aux révoltés de Géorgie orientale menés par ses parents. Salomon est contraint de se rendre et il est emprisonné à Tiflis. Menacé d’être déporté en Russie, il s’évade et doit s’enfuir le 11 mai 1810 à Akhaltsikhé, dans l’Empire ottoman.
Revenu en Iméréthie, il est de nouveau défait en septembre 1810 et doit se réfugier dans l'Empire ottoman, où il réside les cinq dernières années de sa vie. De son exil, Salomon II sollicite en vain contre la Russie l’appui de l’empereur Napoléon Ier, de l’Empire ottoman et du Chah de Perse. Ces deux derniers concluent toutefois une paix avec l’Empire russe, respectivement lors du traité de Bucarest en 1812 et du traité de Golestan en 1813.
Incapable de trouver une aide extérieure, Salomon II meurt désespéré à Trébizonde le 7 février 1815 et il est inhumé dans la cathédrale Saint-Grégoire-de-Nysse de cette ville. Ses restes ne sont transférés en Géorgie, dans le monastère de Ghélati, qu’au début des années 1990.

## Famille et descendance
Salomon II a épousé :
1. en 1787 la princesse Anna Orbéliani ;
2. en 1791 la princesse Mariam (née en 1783, morte à Saint-Pétersbourg le 18 mars 1841), fille du prince Katsia II, Dadiani de Mingrélie.

## Sources
- Alexandre Manvelichvili, Histoire de la Géorgie, Paris, Nouvelles Éditions de la Toison d'Or, 1951, 476 p., p. 371-378.
- Nodar Assatiani et Alexandre Bendianachvili, Histoire de la Géorgie, Paris, l'Harmattan, 1997, 335 p. [détail des éditions] (ISBN 2-7384-6186-7, présentation en ligne), p. 247-252.
- Cyrille Toumanoff, Les dynasties de la Caucasie chrétienne de l'Antiquité jusqu'au XIXe siècle : Tables généalogiques et chronologiques, Rome, 1990, p. 184-186 et 531.